# Ian Barrows
Ian Barrows (* 14. Januar 1995 in Saint Thomas, Amerikanische Jungferninseln) ist ein US-amerikanischer Segler.

## Erfolge
Ian Barrows nahm 2010 für die Amerikanischen Jungferninseln an den Olympischen Jugend-Sommerspielen in Singapur teil und gewann in der Bootsklasse Byte CII die Goldmedaille. Mit Hans Henken gewann er bei den Panamerikanischen Spielen 2023 in Santiago de Chile die Goldmedaille in der 49er Jolle.
Bei den Olympischen Spielen 2024 in Paris gingen Barrows und Henken ebenfalls gemeinsam an den Start. Sie belegten in der Regatta nach den ersten zwölf Wettfahrten den vierten Platz und gingen mit 80 Punkten ins abschließende Medal Race. Dieses beendeten sie auf dem vierten Platz, womit sie mit 88 Punkten noch auf den dritten Platz vorrückten und die Bronzemedaille gewannen. Olympiasieger wurden die Spanier Diego Botín und Florián Trittel, die als Gesamtführende auch das Medal Race gewonnen hatten und die Regatta mit 70 Punkten abschlossen. Zweite wurden die Neuseeländer Isaac McHardie und William McKenzie mit 82 Punkten.
Barrows schloss 2017 ein Studium der Wirtschaftswissenschaften an der Yale University ab, für deren Sportteam Yale Bulldogs er zahlreiche Erfolge im Segeln erzielte. Barrows’ älterer Bruder Thomas Barrows nahm 2008 und 2016 an olympischen Segelregatten teil.